# Ньїредьгазька єпархія
Ньїредьгазька єпархія (лат. Eparchia Nyiregyhazanus) — єпархія Угорської греко-католицької церкви з єпархіальним осідком у м. Ньїредьгаза, у північно-східній частині Угорщини. Єпархія Ньїредьгази входить до складу Гайдудорозької митрополії.

## Історія
Ньїредьгазьку єпархію заснував Папа Римський Франциск 20 березня 2015 р., виокремивши її з території дотеперішньої Гайдудорозької єпархії.

## Єпископи
- єп. Атанас Орос (20 березня — 31 жовтня 2015, апостольський адміністратор)
- єп. Авель Сочка, ЧСВВ (з 31 жовтня 2015, апостольський адміністратор, з 7 квітня 2018 — єпископ)